# Будет ласковый дождь (стихотворение)
«Бу́дет ла́сковый дождь» (англ. There Will Come Soft Rains) — короткое (двенадцатистрочное) стихотворение американской лирической поэтессы Сары Тисдейл, написанное в 1920 году.
Входит в сборник стихов «Flame and Shadow» («Пламя и тень», раздел VIII, стих 1).
Оригинал стихотворения на английском языке:

There will come soft rains and the smell of the ground,
And swallows circling with their shimmering sound;
And frogs in the pool singing at night,
And wild plum trees in tremulous white;
Robins will wear their feathery fire,
Whistling their whims on a low fence-wire;
And not one will know of the war, not one
Will care at last when it is done.
Not one would mind, neither bird nor tree,
If mankind perished utterly;
And Spring herself when she woke at dawn
Would scarcely know that we were gone.

Перевод на русский (цитируется из рассказа Рэя Брэдбери «Будет ласковый дождь», переведённого Львом Ждановым):
Долгое время считалось, что этот перевод стихотворения принадлежит Юрию Вронскому, однако это оказалось неверным. Евгений Витковский в предисловии к книге избранного Сары Тисдейл «Реки, текущие к морю» доказывает это.

Будет ласковый дождь, будет запах земли,
Щебет юрких стрижей от зари до зари,
И ночные рулады лягушек в прудах,
И цветение слив в белопенных садах.
Огнегрудый комочек слетит на забор,
И малиновки трель выткет звонкий узор.
И никто, и никто не вспомянет войну —
Пережито-забыто, ворошить ни к чему.
И ни птица, ни ива слезы не прольёт,
Если сгинет с Земли человеческий род.
И весна… и весна встретит новый рассвет,
Не заметив, что нас уже нет.

В книгу избранного Сары Тисдейл включён другой перевод этого стихотворения (автор — Михаил Рахунов).

Будут сладкими ливни, будет запах полей,
И полёт с гордым свистом беспечных стрижей;
И лягушки в пруду будут славить ночлег,
И деревья в цветы окунутся, как в снег;
Свой малиновка красный наденет убор,
Запоёт, опустившись на низкий забор;
И никто, ни один, знать не будет о том,
Что случилась война, и что было потом.
Не заметят деревья и птицы вокруг,
Если станет золой человечество вдруг,
И весна, встав под утро на горло зимы,
Вряд ли сможет понять, что исчезли все мы.

Существует распространённое, но неверное мнение, будто стихотворение принадлежит перу самого Рэя Брэдбери.

## В культуре
- По мотивам стихотворения Сары Тисдейл была написана глава с тем же названием в постапокалиптическом жанре в сборнике «Марсианские хроники». В главе стихотворение цитируется полностью автоматической системой ухода за домом, которая выбрала его наудачу из своего архива, так как миссис Маклеллан не ответила, ибо её уже не было в живых после ядерной войны[4].
- В одноимённом мультфильме по мотивам рассказа Рэя Брэдбери, снятом на студии «Узбекфильм» в 1984 году, сокращённый вариант стихотворения (в переводе Льва Жданова) Алексей Консовский декламирует за кадром в конце, пока идут титры.
- В одной из локаций постапокалиптической компьютерной игры Fallout 3 можно найти заброшенный дом с роботом, который всё ещё верно служит своим давно погибшим хозяевам. При помощи компьютерного терминала, находящегося в подсобном помещении, роботу можно давать различные указания. Если его попросить почитать стихи детям, робот прочитает «Будет ласковый дождь» двум скелетам в кровати[5].
- Существуют песни по этому стихотворению на русском языке. Один вариант сочинила А. Кудрявцева, он звучит в исполнении Елены Камбуровой (альбом «Капли датского короля»)[6]. Другой вариант принадлежит казанскому композитору и автору-исполнителю Сергею Бальцеру[7].
- Одно из малоизвестных исполнений стихотворения под гитару принадлежит Василию Розумному — инженеру ЧАЭС, актёру и композитору. Его можно услышать в документальном фильме «Припять. Порог» 1988 года на 37-й минуте.
- По мотивам стихотворения написана симфония № 3 Ефрема Подгайца «Будет ласковый дождь» (1984). В финале симфонии звучит стихотворение в исполнении певицы.
- Также есть песенный вариант Александра Градского, записанный на студии «Мелодия».
- Первая строка стихотворения послужила основой для одноимённой песни Веры Матвеевой, однако содержание песни не связано со стихотворением.
- В фильме «Лес призраков» главная героиня Сара читает один из куплетов.